# Oecanthus prolatus
Oecanthus prolatus är en insektsart som beskrevs av Walker, T.J. 1967. Oecanthus prolatus ingår i släktet Oecanthus och familjen syrsor. Inga underarter finns listade i Catalogue of Life.